# Firmaet (efterretningstjeneste)
Primærbetydning: Firma
Firmaet (senere også kaldet Blikkenslagerbanden) var en dansk halvprivat og antikommunistisk efterretningstjeneste, der var aktiv under Den kolde krig fra foråret 1948 til 1963.
Firmaet var en sort efterretningsorganisation og del af CIAs stay behind-net også kaldet Operation Gladio. Som en del af Operation Gladio skulle Firmaet operere skjult selv om Danmark blev besat af en fjende.

## Historie
Firmaet blev grundlagt af modstandsfolkene Arne Sejr og Niels Frommelt fra Studenternes Efterretningstjeneste. Mange af organisationens medarbejdere var gengangere fra modstandskampen. Organisationen havde et tæt samarbejde med andre antikommunistiske organisationer som Arbejderbevægelsens Informations Central, Selskabet for Frihed og Kultur og Frihed og Folkestyre. Begyndelsen til Firmaet var, at Arne Sejr havde skrevet en afhandling om psykologisk krigsførelse. Antikommunisten og modstandsmanden Erik Husfeldt så teksten og vurderede, at Sejrs ideer kunne bruges i kampen mod kommunismen. Sejrs dokument blev omdelt i 15 eksemplarer til bl.a. statsminister Erik Eriksen og politikerne Hans Hedtoft og H.C. Hansen, der begge senere blev statsministre.
Blandt de tilknyttede var DR-journalisten Karl Bjarnhof, Wilhelm Christmas-Møller og den senere forsvars- og udenrigsminister Kjeld Olesen (S). Andre centrale skikkelser var de tidligere modstandsfolk Hans Edvard Teglers og Jørgen Hagel. Den senere minister og folketingsformand Erik Ninn-Hansen var med i Studenternes Efterretningstjeneste og kom jævnligt hos Arne Sejr også efter krigen, men om han var med i Firmaet, vides ikke.
Firmaet arbejdede både for CIA og for dele af Forsvarets Efterretningstjeneste med at udføre opgaver, som de officielle tjenester ikke havde mulighed for at udføre. Tjenestens aktiviteter blev finansieret af danske virksomheder og erhvervsorganisationer som Dansk Arbejdsgiverforening og CIA. Ifølge en anden antikommunist og tidligere modstandsmand, Ole Lippmann, der i 1954 tog til USA og talte med ledende CIA-folk, var Arne Sejrs oplysninger nogle af de mest givende for den amerikanske efterretningstjeneste under den tidlige kolde krig. Ud over Husfeldt og Lippmann krydsede også Svend Truelsens spor Firmaets.
Angiveligt begyndte Niels Frommelt at arbejde direkte for CIA, hvilket dog ikke var velset af Sejr. Frommelt gemte et våbendepot, som siges at stamme fra CIA, i en villa på Asgårdsvej på Frederiksberg, men depotet blev glemt og blev opdaget af en ny ejer.

### Aflytningen af Alfred Jensen
En af de mest kendte operationer var aflytningen af kommunistparret Alfred Jensen og Ragnhild Andersens lejlighed på Vester Søgade i København fra 1952 til 1959. Aflytningen fik politiske konsekvenser, idet uenigheder i Danmarks Kommunistiske Parti i 1958 førte til dannelsen af Socialistisk Folkeparti. Dele af aflytningen blev lækket til Dagbladet Information, som dog ikke fik at vide hvordan oplysningerne var tilvejebragt. I juledagene 1975 fortalte Danmarks Radio med statsminister Jens Otto Krag (S) som kilde, at DKP-parret var blevet aflyttet. Senere erkendte justitsminister Orla Møller, at regeringen havde kendt til overvågningen siden 1963, men havde opgivet at rejse tiltale mod Firmaet. Sagen blev ekstra delikat af, at Firmaet nød diskret støtte af flere socialdemokrater bl.a. den senere udenrigsminister Kjeld Olesen, som deltog i selve aflytningen.
Efter afsløringen forsøgte flere folketingsmedlemmer som Gert Petersen (SF) og Preben Wilhjelm (VS) at få den Anker Jørgensen-ledede regering til at give Alfred Jensen en undskyldning, men den kom aldrig. I 1998 kom det frem, at Kjeld Olesen var aktiv i Firmaet. Peer Henrik Hansen afslørede i en bog i 2005, at statsminister Hans Hedtoft allerede fra 1949 havde kendskab til Firmaet, og at han blåstemplede det. Det bekræftes også af en intern rapport fra Forsvarets Efterretningstjeneste i 1963, hvori det hed, at "Firmaets aktiviteter var legaliseret, aftalt med og godkendt af ledende politikere."

### Nye oplysninger i 2013
I 2013 hævdede Arne Sejrs datter, Birgitte Sejr Schlichtkrull, i Jyllands-Posten, at faderen var ansat i Generalstabens Efterretningssektion, og at i hvert fald tjenestens næstkommanderende, P.A. Mørch, var indforstået med Sejrs aktiviteter. Derimod kendte chefen H.M. Lunding intet til Sejrs forehavender. Arne Sejr havde et identitetskort, hvoraf det fremgår, at han fra 1948 var ansat i Generalstabens Efterretningssektion, der siden blev til Forsvarets Efterretningstjeneste.
I samme avis fortalte tidligere rektor for Holstebro Gymnasium, Ole Balslev, om sit medlemskab af Firmaets Analysegruppe fra 1956 til 1960. Analysegruppen havde i alt seks medlemmer, og arbejdet bestod hovedsagelig i at gennemlæse Land og Folk, vurdere artiklernes karakter og sammenholde indholdet med data fra aflytningen af Alfred Jensen.
Balslev blev rekrutteret til Firmaet, da han som filologistuderende boede på Nordisk Kollegium i København. Balslev var medlem af Hjemmeværnets Akademisk Skytteforening, og da han en dag dukkede op i uniform, blev det bemærket af medbeboeren Poul Antonsen, der senere blev politiker. Antonsen inviterede Balslev til et møde, og Balslev mødte derfor første gang Arne Sejr i dennes lejlighed på Serridslevvej på Østerbro i efteråret 1956. Balslev bekræfter, at finansieringen af Firmaet i hvert fald kom fra Det Konservative Folkeparti og måske fra Venstre (Antonsens parti) og Socialdemokratiet.